# RS-435
Pour les articles homonymes, voir Route 435.
La RS 435 est une route locale du Nord-Est de l'État du Rio Grande do Sul, qui relie la RS-332, sur le territoire de la municipalité d'Ilópolis, à la commune de Putinga. Elle dessert ces deux seules communes, et est longue de 11 km.